# Олаф Магнус
Олаф Магнус (лат. Olaus Magnus, или Magni, латинизация Månsson, либо перевод Store; 1490 — 1 августа 1557) — шведский церковный деятель, архиепископ Уппсалы, дипломат, писатель
, историк и картограф. Родителями Олафа были Монс Петерссон Стуре (швед. Måns Petersson Store) и Кристина. Брат архиепископа и историка Иоанна Магнуса (Юхана Монссона).

## Биография
Олаф родился в октябре 1490 года в Линчёпинге (либо в Шеннинге), учился в Линчёпинге, в Вестеросе, затем в Ростоке, возможно, получил степень магистра в Кёльне (1514).
В 1518—1519 годах по заданию апостольского комиссара и представителя папской курии (Иоганнес Арчимбольд Ангел) путешествовал по Норрланду и Северной Норвегии, продавая индульгенции и заодно знакомясь с географией и местными обычаями. Кроме того, в своей книге он указывал, что поездка также была направлена на борьбу с лютеранской ересью.

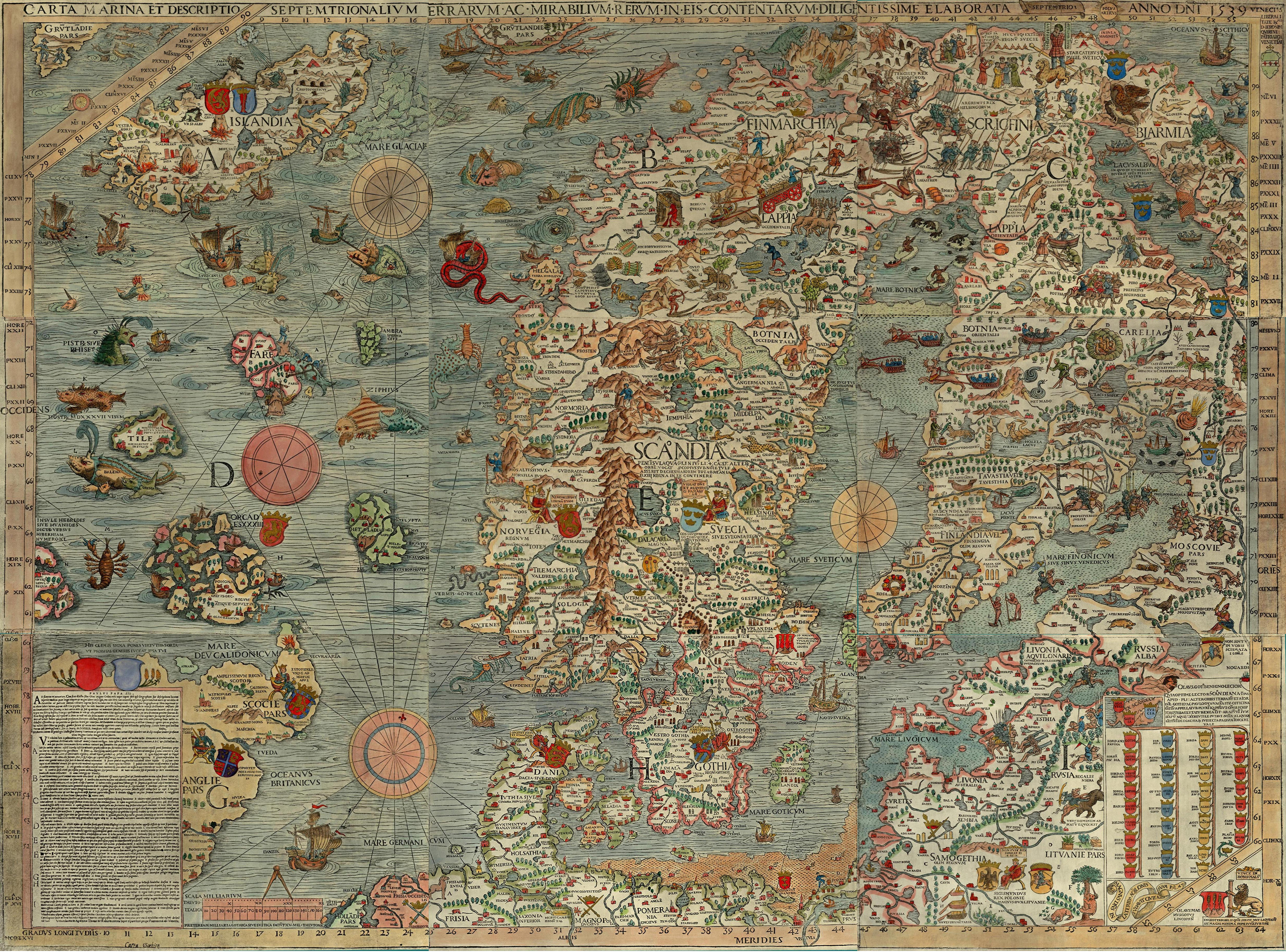
Копия карты Carta Marina, сделанная в 1949 в Швеции с мюнхенского экземпляра

Позднее служил каноником в Уппсале и Вестеросе, в 1520 году, будучи в Стокгольме, оказался свидетелем «кровавой бани», устроенной датчанами. В 1523 году он был архидиаконом в Стренгнесе, где 6 июня риксдаг выбрал Густава Васу королём. В этом же году новый король
назначил Иоанна Магнуса (Юхана) архиепископом Уппсалы (и всей Швеции) и отправил его брата Олафа в Рим добиваться утверждения этого назначения Святым престолом. Однако папа отказал, что так или иначе способствовало скорой Реформации в Швеции.
До 1530 году Олаф, оставаясь секретарем своего брата-архиепископа, много путешествовал по Европе с дипломатическими миссиями. Среди них упоминается поездка в Нидерланды с поручением участвовать в торговых переговорах с руководством ганзейских городов. С началом Реформации и Юхану, и Олафу оставаться в стране было опасно, в 1530 году их имущество было конфисковано, и они решили не возвращаться в Швецию, поселившись в Гданьске.
В 1544 году умер Иоанн Магнус, и 26 октября папа Павел III назначил Олафа архиепископом Уппсалы — чисто номинально, так как о возвращении не могло идти речи. Тем не менее в этом качестве он участвовал в Тридентском соборе в 1545—1549 годах. Позднее Олаф был каноником в Льеже, Сигизмунд I предлагал ему аналогичное место в Познани, но он отказался. С 1550 году он практически безвыездно жил в Риме в монастыре св. Бригитты.
Олаф Магнус умер 1 августа 1557 (1558) года, похоронен в церкви Santa Maria dell’Anima в Риме, но местонахождение надгробной плиты неизвестно, вероятно, она была утеряна во время реставрации 1776 года.

## Труды

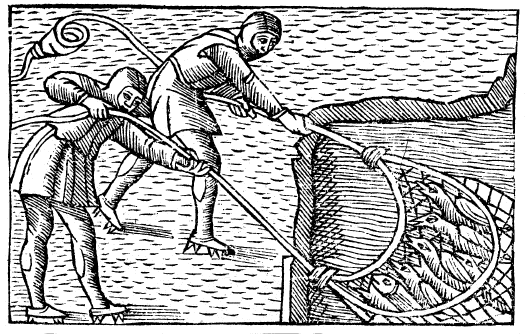
Рыбная ловля. Иллюстрация из Истории…, 1555.

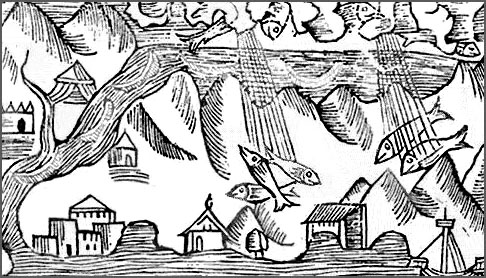
Гравюра «Рыбный дождь» (1555)

Именно в Данциге Олаф по совету своего друга португальца (Damianus à Goes) начал изучать культуру и историю покинутой родины. В 1537 году братья перебрались в Мантую, затем в Рим. В 1538—1540 годах они жили в Венеции у Патриарха Венецианской республики Иеронимо Квирини , который заинтересовался исследованиями Скандинавии. При его финансовой поддержке Олаф закончил и напечатал несколько копий карты Северной Европы, известной как Carta Marina.
Кроме неё Олаф написал знаменитую Historia de Gentibus Septentrionalibus (История северных народов), напечатанную в 1555 году в Риме. История… является литературным продолжением его работы над Картой, в ней присутствуют его собственные воспоминания о поездке по Норрланду, легенды, фольклор, этнографические сведения, фрагменты классических трудов Саксона Грамматика и других.
Эта книга на долгое время оставалась авторитетнейшим источником знаний о Швеции. Её популярность объяснялась также множеством небольших эскизов, иллюстрирующих обычаи Севера, удивительные для всей просвещённой Европы.
Книга переводилась (оригинал был написан, разумеется, на латыни) на итальянский (1565), немецкий (1567), английский (1658), нидерландский языки (1665) и перепечатывалась (с сокращениями) в Антверпене (1558 и 1562), Париже (1561), Амстердаме (1586), Франкфурте(1618)  и Лейдене (1652). На шведский она была переведена только в 1909 году.
Благодаря этому труду Олаф Магнус рассматривается как первый гуманист Швеции, более того, История… рассматривается как важный, в том числе идейный, источник фундаментального исторического труда Олафа Рудбека Старшего Atlantica.